# FXN
FXN (англ. Frataxin) – білок, який кодується однойменним геном, розташованим у людей на короткому плечі 9-ї хромосоми. Довжина поліпептидного ланцюга білка становить 210 амінокислот, а молекулярна маса — 23 135.
| 10         |  | 20         |  | 30         |  | 40         |  | 50         |
| ---------- |  | ---------- |  | ---------- |  | ---------- |  | ---------- |
| MWTLGRRAVA |  | GLLASPSPAQ |  | AQTLTRVPRP |  | AELAPLCGRR |  | GLRTDIDATC |
| TPRRASSNQR |  | GLNQIWNVKK |  | QSVYLMNLRK |  | SGTLGHPGSL |  | DETTYERLAE |
| ETLDSLAEFF |  | EDLADKPYTF |  | EDYDVSFGSG |  | VLTVKLGGDL |  | GTYVINKQTP |
| NKQIWLSSPS |  | SGPKRYDWTG |  | KNWVYSHDGV |  | SLHELLAAEL |  | TKALKTKLDL |
| SSLAYSGKDA |  |            |  |            |  |            |  |            |

A: Аланін

C: Цистеїн

D: Аспарагінова кислота

E: Глутамінова кислота

F: Фенілаланін

G: Гліцин

H: Гістидин

I: Ізолейцин

K: Лізин

L: Лейцин

M: Метіонін

N: Аспарагін

P: Пролін

Q: Глутамін

R: Аргінін

S: Серин

T: Треонін

V: Валін

W: Триптофан

Кодований геном білок за функцією належить до оксидоредуктаз. 
Задіяний у таких біологічних процесах, як транспорт іонів, транспорт заліза, транспорт, альтернативний сплайсинг. 
Білок має сайт для зв'язування з іонами металів, іоном заліза. 
Локалізований у цитоплазмі, мітохондрії.